# Белое квебрахо
Белое квебрахо, Аспидосперма белая (лат. Aspidosperma quebracho-blanco) — южноамериканское дерево, произрастающее в северных районах Аргентины; вид рода Аспидосперма семейства Кутровые (Apocynaceae).

## Название
Синонимы
- Aspidosperma crotalorum Speg.
- Aspidosperma quebracho Griseb.
- Aspidosperma quebrachoideum Rojas Acosta
- Macaglia quebracho (Griseb.) Kuntze
- Macaglia quebracho-blanco (Schltdl.) A.Lyons

Не следует путать его с другими видами с названием «квебрахо», относящимися к роду Схинопсис семейства Сумаховые.

## Древесина
Однотонно окрашенная древесина белого квебрахо имеет желтовато-палевый цвет, без отличия между ядром и заболонью. Она довольно тяжела (плотность = 885 кг/м³), тверда и имеет высокую прочность на изгиб. При сушке она склонна к усыханию, деформированию и возникновению трещин, поэтому процесс сушки должен быть медленным. Древесина нуждается в обработке фунгицидами. Легко обрабатывается и часто используется для плотницких работ (повозки, колёса, полы, обувь, ручки инструментов, мебель), из белого квебрахо также делают шахматные фигурки, лыжи, и т. д. После обработки креозотом может также использоваться для наружных работ. Кое-где древесину белого квебрахо применяют как топливо, так как она горит жарко и медленно, не искрит и не оставляет большого количества золы.